# آلفونسوی دوم
آلفونسو دوم (انگلیسی: Alfonso II of Aragon؛ ۱–۲۵ مارس ۱۱۵۷ – ۲۵ آوریل ۱۱۹۶) آلفونسوی دوم پادشاه آراگون و کنت بارسلون از ۱۱۶۴ تا زمان مرگش بود. او نخستین پادشاه آراگون بود که به صورت همزمان کنت بارسلون نیز بود.